# Futurion
Futurion grundades våren 2016. Den är TCO-förbundens och TCO:s gemensamma tankesmedja. Fokus ligger på förutsättningarna för morgondagens arbetsliv. Där ingår att verka för ökad kunskap om partsmodellen och förutsättningarna för fackligt arbete och inflytande.